# Parasyrisca andreevae
Parasyrisca andreevae Ovtsharenko, Platnick & Marusik, 1995 è un ragno appartenente alla famiglia Gnaphosidae.

## Etimologia
Il nome della specie è in onore dell'aracnologa Andreeva che raccolse l'olotipo il 20 agosto 1968.

## Caratteristiche
L'olotipo femminile rinvenuto ha lunghezza totale è di 7,65mm; la lunghezza del cefalotorace è di 3,00mm; e la larghezza è di 2,40mm.

## Distribuzione
La specie è stata reperita in Tagikistan: l'olotipo femminile è stato rinvenuto a 2900 metri di altezza, lungo il versante nord della catena montuosa dei monti Gissar, appartenente ai Distretti di Subordinazione Repubblicana.

## Tassonomia
Al 2015 non sono note sottospecie e dal 1995 non sono stati esaminati nuovi esemplari.